# Кийовські пагорби
Кийовські пагорби (Kyjovská planina) — гірський масив в Словаччині; геоморфологічна підодиниця масиву Вигорлат. Найвища гора — Чоп (866 м.). Місце розташування — Пряшівський край і Кошицький край.
Протікає Кам'яний потік.